# Henry John Elwes

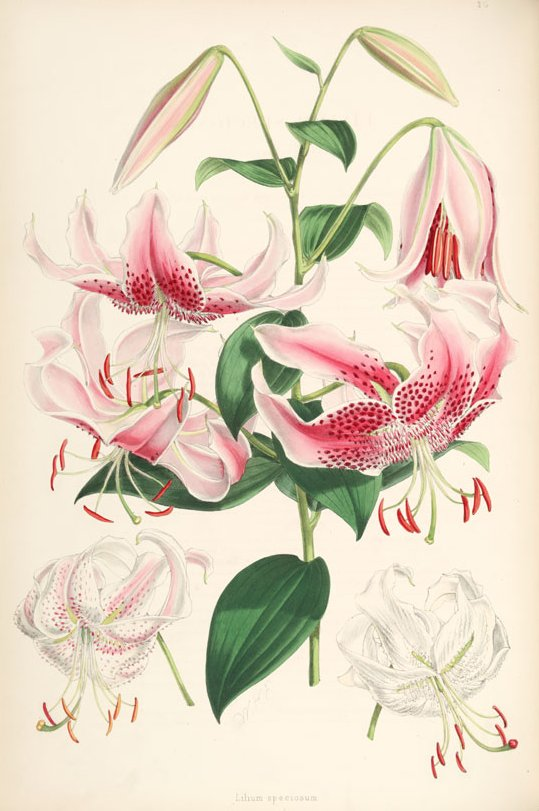
Lilium speciosum
Walter Hood Fitch
Monografía del género Lilium

Henry John Elwes, FRS ( 16 de mayo de 1846 - 26 de noviembre de 1922) fue un botánico y entomólogo británico. En 1897, fue el primero de posteriores sesenta galardonados inaugurales de la Medalla Victoria de Horticultura de la Royal Horticultural Society.

## Biografía
Henry John era el mayor de J H Elwes de Colesbourne Park, cerca de Cheltenham. Estudia en el Colegio Eton; y, permanece cinco años en los Guardias Escocesas. Luego viajaría por variadas partes del mundo, estudiando aspectos de la historia natural, incluyendo botánica, entomología, y ornitología. Era descripto como "un gigante como humano, y de un muy dominante caracter" con "un vozarrón que llegaba a todo Gloucestershire, pero que a su vez era muy desconcertante". En 1886 es hecho miembro de la Misión Científica a través de Sikkim hacia Tíbet, realizando reportes a la Sección de Geografía de la Asociación Británica. También recolecta yendo a Sikkim, en las Provincias Unidas, Punjab, Provincias Centrales, Bengala, Canara sur y Travancore. La sola expedición Sikkim rindió más de 530 registros de mariposas. Escribe una monografía sobre la oriental Hesperiidae con T. Edwards. En 1898 hace un viaje a la región de Altái. Póstumamente se publica Memoirs (1930) incluyendo un capítulo describiendo una visita a Nepal en 1914, época donde los europeos no eran fácilmente admitidos. Allí menciona una compañía innominada. Ahora se sabe que era el naturalista inglés Aubyn Trevor-Battye, quien sacó algunas de las fotografías usadas para ilustrar ese capítulo.
Fue Miembro de la Royal Society.
Fue autor de Monograph of the Genus Lilium (1880) y de Trees of Great Britain and Ireland con Augustine Henry, así como numerosos artículos. Dejó una colección de 30 000 especímenes de mariposas, en el Museo Británico, incluyendo 11 370 especímenes de mariposas palearticas.

## Monografía del géneroLilium
Esta monografía fue instigada por Elwes, un colector botánico y jardinero de Colesbourne, Gloucestershire, cuyos intereses botánicos se habían disparado por una visita a la región del Himalaya. En ese jardín ya estaba todo preparado para el crecimiento de muchas especies del género Lilium.'
Además, jugó en su propia contra, al asegurarse que el texto sería preciso y seguro tan posible como pudiese, y compulsó un inmenso rango de lilias, consultando a multitud de expertos en el campo. Este nivel de excelencia fue continuado con las ilustraciones, y Elwes dispuso para llevar a cabo su plan de ilustrar la monografía con acuarelas coloreadas a mano por el mejor artista ilustrador, con cada miembro de género mostrándose a pleno tamaño. Entre marzo de 1877 a mayo de 1880 los subscriptores recibiendo algo de sus estipendios (de un costo total de siete guineas), ilustrada con 48 planchas por Walter Hood Fitch (1817-1892).
Apenas antes de su deceso en 1922 Elwes fue consultado por Arthur Grove (1865-1942), amigo y experto en liliáceas, para producir el suplemento. Alice Godman, la esposa de Elwes, estuvo de acuerdo de subsidiar el costo de la obra (coescrita por Grove y el botánico Arthur D. Cotton) y la primera de siete partes del suplemento se publican entre julio de 1933 y febrero de 1940, con 30 planchas litografiadas coloreadas a mano, todas menos dos de Lillian Snelling (1879-1972). Dos suplementos finales se publican en 1960 y en 1962 por William B. Turrill.

## Obra
- 1877. Monograph of the Genus Lilium, Londres: Taylor & Francis[7]
- 1881. On the butterflies of Amurlan, North China, and Japan, LV-LIX: 856-916
- 1899. On the Lepidopteren of the Altai Mountains, p. 295-367, pl. XI-XIV
- 1906. The Trees of Great Britain & Ireland. Publicación privada con Augustine Henry
- 1930. Memoirs of Travel, Sport, and Natural History. Ed. póstuma de E. G. Hawke. Benn, Londres
- La abreviatura «Elwes» se emplea para indicar a Henry John Elwes como autoridad en la descripción y clasificación científica de los vegetales.[9]